# Kárgil (okres)

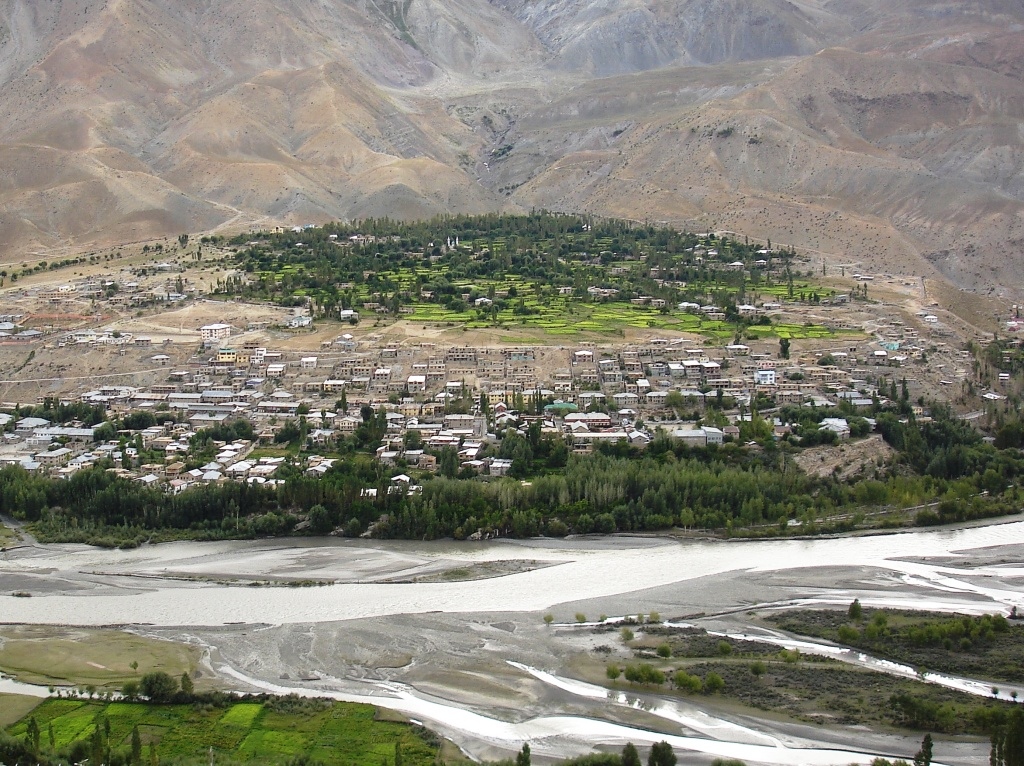
Město Kárgil

Okres Kárgil (hindsky: कारगील) se nachází v Ladaku ve státě Džammú a Kašmír. Leží při Linii kontroly a na severu sousedí s Pákistánem spravovaným Gilgitem - Baltistánem, na východě s okresem Leh. Kárgil se v roce 1999 stal předmětem kašmírského konfliktu, proběhla zde tzv. kárgilská válka. Spolu s ležským okresem jsou jediné dva okresy, které se v Džammú a Kašmíru nacházejí.
Díky himálajskému pohoří je v celé oblasti velmi studené klima. Léta jsou teplá, avšak noci chladné. Zima je dlouhá a teploty dosahují hluboko pod bod mrazu až k −40 °C. Asi nejchladnější je téměř neobydlená zanskarská nížina. Kárgilský okres má přes 14 086 km², protéká jím řeka Suru. Administrativním centrem okresu je město Kárgil.
Okres má asi 140 000 obyvatel, přičemž 85 % procent tvoří muslimové (většinou ší'ité), kteří se soustředí ve městech jako Kárgil, Dras apod. Zbytek obyvatel se většinou hlásí k tibetskému buddhismu a bönismu, asi 1% obyvatel okresu jsou hinduisté a sikhové.